# Sonata para violín n.º 19 (Mozart)
La Sonata para violín n.º 19 en mi bemol mayor, K. 302/293b fue compuesta por Wolfgang Amadeus Mozart en 1778 en Mannheim (Alemania), y fue publicada por primera vez ese mismo año como parte del Opus 1 de Mozart. La obra fue dedicada a la princesa María Isabel, Electora del Palatinado, razón por la cual las sonatas que componen el Opus 1 se conocen como Sonatas Palatinas. Su interpretación suele durar unos quince minutos.

## Estructura
Consta de dos movimientos:
1. Allegro
2. Andante grazioso